# Encarsia mineoi
Encarsia mineoi is een vliesvleugelig insect uit de familie Aphelinidae. De wetenschappelijke naam is voor het eerst geldig gepubliceerd in 1982 door Viggiani.